# Threads of Fate
Threads of Fate (яп. デュープリズム Дюпуридзуму) — японская ролевая игра для приставки PlayStation, разработанная и выпущенная в 1999 году компанией Square (позднее вошедшей в Square Enix). Изначально игра была издана исключительно для Японии, но уже в следующем году разработчики перевели её на английский язык и выпустили в Северной Америке, в 2010 году появилась также версия для сервиса PlayStation Network. В Японии больше известна под названием «Dewprism».

## Сюжет
Сюжет «Threads of Fate» описывает приключения двоих персонажей, Минт и Руэ, игрок волен выбрать для прохождения любого из них — для каждого уготована отдельная история со своими сценариями, тем не менее, несколько раз пересекающимися. Герои отправляются в путешествие в поисках легендарного артефакта, реликта, который был создан ещё в древние времена группой великих колдунов, известных как Аэоны. Руэ — это кроткий юноша загадочного происхождения, которого растила приёмная сестра, отдавшая свою жизнь, пытаясь спасти мальчика от убийцы, однажды зимней ночью заявившегося к ним домой. Спустя два года после этого инцидента Руэ уходит на поиски реликта, надеясь, что тот сможет вернуть его сестру к жизни. Минт представляет собой непослушную, капризную принцессу, которая сбегает из замка, чтобы найти реликт и с его силой отомстить своей младшей сестре и её прихвостням, отобравшим у девушки законное право наследования короны.

## Геймплей
«Threads of Fate» — это ролевая игра с большим уклоном на экшн, то есть сражения происходят не в пошаговом режиме, как в большинстве игр серии «Final Fantasy», а в реальном времени. К тому же присутствует значительный элемент платформера — пытаясь добраться до цели, персонажи должны преодолевать различные препятствия, успех прохождения которых во многом зависит от ловкости и реакции игрока. Геймплей схож с играми серии «Mana», другой линейкой Square, кроме того, наблюдается некоторое сходство с «The Legend of Zelda». Атаки персонажей различаются, Минт использует в качестве оружия чакрамы и хорошо владеет магией, в то время как Руэ, более сильный физически герой, пользуется большим топором. Он также обладает способностью превращаться в разных монстров, над которыми ранее одержал победу. Меню интерфейса и система выбора навыков своим построением напоминают «Secret of Mana».

## Отзывы
| Сводный рейтинг    | Сводный рейтинг |
| Агрегатор          | Оценка          |
| ------------------ | --------------- |
| GameRankings       | 76,24 %         |
| Иноязычные издания |                 |
| Издание            | Оценка          |
| AllGame            | [ 3 ]           |
| EGM                | 6,17/10         |
| Famitsu            | 34/40           |
| GameFan            | 71 %            |
| GamePro            | [ 7 ]           |
| GameRevolution     | C−              |
| GameSpot           | 7,9/10          |
| IGN                | 7,7/10          |
| OPM                | [ 11 ]          |
| PSM                | [ 12 ]          |

Японский игровой журнал Famitsu оценил «Threads of Fate» в 34 балла из 40. В целом игра удостоилась смешанных отзывов прессы, при этом в 2007 году всё-таки была переиздана в составе серии Legendary Hits.